# Chiesa di San Martino (Fornace)
La chiesa di San Martino è la parrocchiale di Fornace, in Trentino. Risale al XIX secolo.

## Storia

### Preesistenza
L'edificio medievale venne ricordato a partire dal 1160, e la primitiva cappella fu ricostruita nel 1522.
Coeva o addirittura precedente quindi, come costruzione, a Castel Fornace.
Una nuova chiesa sostituì la precedente medievale a partire dalla seconda metà del XIX secolo, e questa divenne chiesa cimiteriale, mutando anche la dedicazione, che fu per Sant'Antonio di Padova.

### Edificio moderno
La nuova chiesa venne edificata sul piazzale accanto al castello, quindi in posizione diversa dalla precedente e la sua costruzione fu resa necessaria dall'aumento della popolazione. Il progetto venne elaborato dall'architetto Leopoldo Claricini e per la sua erezione venne scelta parte del sito occupato dalle rovine del castello, e anche il materiale impiegato provenne da quella fortificazione, della quale rimane una parte residua ridotta rispetto alle dimensioni originali.
La costruzione della nuova parrocchiale venne ultimata nel 1858 (data incisa sul portale) e nello stesso anno fu benedetta. La solenne consacrazione venne celebrata solo venti anni più tardi.
All'inizio del XX secolo fu eretta la torre campanaria poi iniziarono gli interventi per decorarne gli interni, affidati al pittore Agostino Aldi, attivo nel territorio in quegli anni.
Ottenne dignità parrocchiale nel 1925.

## Descrizione
L'interno, oltre alle decorazione di Aldi, conserva l'organo costruito da Balbiani-Vegezzi-Bossi nel 1947.
All'esterno la torre campanaria è stata eretta sull'antico mastio del castello, ed alla base ha un imponente zoccolo in porfido che proviene dalla vicine importanti cave.
Il concerto delle campane è tra i più noti dell'intera vallata. Sulla torre è installato anche un carillon che diffonde le none dell'Ave Maria di Gounod.